# 소콜니체스카야선
소콜니체스카야선(러시아어: Соко́льническая ли́ния 소콜니체스카야 리니야[*] (옛 이름 키롭스코 프룬젠스카야 선(러시아어: Кировско-Фрунзенская), 1990년까지 사용됨)은 모스크바 지하철의 1호선이다. 모스크바 지하철의 노선 중 최초로 개통된 노선이며, 26개 역에 총연장은 44.5 km이다. 불바르 로코솝스코보 역이 기점이며 살라리예보 역이 종점이다. 노선색은 빨간색이다.

## 노선 개요
소콜니체스카야 선은 불바르 로코솝스코보 역에서 출발해 콤무나르카 역을 연결한다.

## 역사

### 명칭 변경
- 1955년 11월 25일 : 오호트니 랴트 역이 이메니 엘 엠 카가노비차 역(러시아어: Имени Л. М. Кагановича)으로 바꾸었다.
- 1957년 3월 20일 : 드보레츠 소베토프 역이 크로폿킨스카야 역으로 바꾸었다.
- 1957년 가을 : 이메니 엘. 엠. 카가노비차 역이 오호트니 랴트 역으로 바꾸었다.
- 1961년 11월 30일 : 오호트니 랴트 역이 프로스펙트 마륵사 역으로 바꾸었다.
- 1962년 5월 29일 : 크라스니예 보로타 역이 레르몬톱스카야 역으로 바꾸었다.
- 1986년 8월 25일 : 레르몬톱스카야 역이 크라스니예 보로타 역으로 바꾸었다.
- 1990년 11월 5일 : 키롭스카야 역이 치스티예 프루디 역으로, 제르진스카야 역이 루뱐카 역으로, 프로스펙트 마륵사 역이 오호트니 랴트 역으로 바뀌었으며, 노선 이름도 키롭스코 프룬젠스카야 선에서 소콜니체스카야 선으로 바꾸었다.
- 1999년 5월 12일 : 재단장을 위해 문을 닫은 레닌스키예 고리 역이 보로비요비 고리 역으로 이름을 바꾸었다.
- 2014년 7월 8일 : 울리차 포드벨스코보 역이 불바르 로코솝스코보 역으로 이름을 바꾸었다.

### 사고
- 2010년 3월 29일 : 루뱐카 역과 파르크 쿨투리 역에서 폭탄 테러가 일어났다.

### 구간
| 구간                                              | 개통일           | 길이    |
| ------------------------------------------------- | ---------------- | ------- |
| 소콜니키 - 파르크 쿨투리                          | 1935년 5월 15일  | 8.4 km  |
| 파르크 쿨투리 - 스포르티브나야                    | 1957년 5월 1일   | 2.5 km  |
| 스포르티브나야 - 우니베르시테트                   | 1959년 1월 12일  | 4.5 km  |
| 우니베르시테트 - 유고자파드나야                   | 1963년 12월 30일 | 4.5 km  |
| 소콜니키 - 프레오브라젠스카야 플로샤디            | 1965년 12월 31일 | 2.5 km  |
| 프레오브라젠스카야 플로샤디 - 불바르 로코솝스코보 | 1990년 8월 3일   | 3.8 km  |
| 보로비요비 고리 - 재건축 이후                     | 2002년 12월 14일 | N/A     |
| 유고자파드나야 - 트로파료보                       | 2014년 12월 8일  | 2.1 km  |
| 트로파료보 - 루먄체보                             | 2016년 1월 18일  | 2.5 km  |
| 루먄체보 - 살라리예보                             | 2016년 1월 18일  | 1.8 km  |
| 살라리예보 - 콤무나르카                           | 2019년 6월 20일  | 11.6 km |
| 총합                                              | 26역             | 44.5 km |

### 명칭 변경
| 역                | 이전 이름                                        | 해당년        |
| ----------------- | ------------------------------------------------ | ------------- |
| 크라스니예 보로타 | 크라스니예 보로타                                | 1935년–1962년 |
| 크라스니예 보로타 | 레르몬톱스카야                                   | 1962년–1986년 |
| 치스티예 프루디   | 키롭스카야                                       | 1935년–1990년 |
| 치스티예 프루디   | 먀스니츠카야                                     | 1990년        |
| 루뱐카            | 제르진스카야                                     | 1935년–1990년 |
| 오호트니 랴트     | 오호트니 랴트                                    | 1935년–1955년 |
| 오호트니 랴트     | 이메니 엘. 엠. 카가노비차                        | 1955년–1957년 |
| 오호트니 랴트     | 오호트니 랴트                                    | 1957년–1965년 |
| 오호트니 랴트     | 프로스펙트 마륵사                                | 1965년–1990년 |
| 크로폿킨스카야    | 드보레츠 소베토프                                | 1935년–1957년 |
| 파르크 쿨투리     | 첸트랄니 파르크 쿨투리 이 오티하 이메니 고리코보 | 1935년–1980년 |
| 보로비요비 고리   | 레닌스키예 고리                                  | 1957년–2002년 |

## 환승역
|  | 노선                               | 환승역                      |
|  | ---------------------------------- | --------------------------- |
|  | 자모스크보레츠카야 선              | 오호트니 랴트               |
|  | 아르바츠코 포크롭스카야 선         | 비블리오테카 이메니 레니나  |
|  | 필룝스카야 선                      | 비블리오테카 이메니 레니나  |
|  | 콜체바야선                         | 콤소몰스카야, 파르크 쿨투리 |
|  | 칼루시스코 리시스카야 선           | 치스티예 프루디             |
|  | 타간스코 크라스노프레스넨스카야 선 | 루뱐카                      |
|  | 세르푸홉스코 티미랴젭스카야 선     | 비블리오테카 이메니 레니나  |
|  | 류블린스코 드미트롭스카야 선       | 치스티예 프루디             |

## 차량

### 수
- 4 차량 : 1935년부터 1936년까지
- 6 차량 : 1936년부터 1954년까지
- 7 차량 : 1954년부터

### 종류
| 차량                                                     | 사용 기간     |
| -------------------------------------------------------- | ------------- |
| 아/아엠(А/Ам), 베/베엠(Б/Бм)                             | 1935년-1951년 |
| 베(В)                                                    | 1946년-1961년 |
| 데(Д)                                                    | 1956년-1985년 |
| 예(Е)                                                    | 1974년-2002년 |
| 예엠-508(Ем-508), 예엠-509(Ем-509), 예제(Еж), 예제1(Еж1) | 1970년-2008년 |
| 81-714.5아(А), 81-717.5엠(М)                             | 1996년-       |
| 81-714.5아(А), 81-717.5아(А)                             | 2010년-       |